# Juraj Cintula
Juraj Cintula   (Bardejov, 1 de març de 1953) és un escriptor, poeta i compositor eslovac, conegut per haver atemptat contra el primer ministre d'Eslovàquia, Robert Fico, el maig de 2024.
Habitant de Levice, és un dels fundadors del club literari eslovac "DÚHA" ("Arc de Sant Martí" en eslovac) el 2005. D'ençà del 2008, quan el club es va transformar en una entitat sense ànim de lucre i fins al 2016, en va ser el president. Va escriure tres reculls de poesia: Sen rebela, Díptic i Osy, tots ells de caràcter satíric. El 2010 va publicar la novel·la Posolstvo obete, i el 2015, un llibre sobre els gitanos titulat Efata. D'ençà del 2015, és membre de l'Associació d'Escriptors Eslovacs.
El 15 de maig de 2024 va fer un intent d'assassinat contra el primer ministre d'Eslovàquia a la ciutat de Handlová, a conseqüència del qual Robert Fico va rebre ferides de bala i va ser hospitalitzat. Juraj va disparar amb una pistola que posseïa legalment com a antic personal de seguretat privat en un supermercat, i va ser reduït pels escortes de Fico.